# 藤原樹
藤原 樹（ふじわら いつき、1997年10月20日 - ）は、日本のダンサー、俳優であり、THE RAMPAGE from EXILE TRIBEのメンバー。
福岡県北九州市八幡西区出身。LDH JAPAN所属。身長170cm。血液型B型。

## 略歴
姉が通っていたダンススクールに小学2年から通い始め、小学6年からEXPG福岡校に通う。
2011年 - 2013年、GENERATIONSのサポートメンバーとして活動。
2014年、「EXILE PERFORMER BATTLE AUDITION」の合宿審査で落選するも、THE RAMPAGEの候補メンバーに選出される。同年9月、同グループの正式メンバーとなる。
2016年、上京した。

## 人物
- 5歳上の姉がいる[2]。自身は三つ子で同い年の妹が2人いる[1]。
- 愛猫家である。一人暮らしを始めるタイミングで迎えたマンチカンのマースは[7] 、公式インスタグラムにたびたび登場するなどファンの間ではよく知られた存在であることから、2024年にマースとのフォトブックを発売するに至った[8]。

## 出演

### 舞台
- 方南ぐみ企画公演「あたっくNo.1」（2017年6月）[9]
- 方南ぐみ企画公演朗読舞台「逢いたくて」（2017年8月）
- 方南ぐみ企画公演「THE面接」（2018年4月）
- 方南ぐみ企画公演 朗読劇「青空」（2019年8月）[10]
- BOOK ACT
  - 「もう一度君と踊りたい」（2020年2月[11]、10月[12]、2025年5月）[13]
  - 「STARTING POINT」（2022年1月）[14]
  - 「さくら舞う頃、君を想う」（2023年1月）[15]
  - 「僕らは人生で一回だけ魔法が使える」（2023年1月）[15]
- REAL RPG STAGE「ETERNAL」（2021年9月） - リーフェン 役[16]
  - REAL RPG STAGE「ETERNAL2」-荒野に燃ゆる正義-（2022年7月 - 8月）[17]
- カストルとポルックス（2023年3月 - 4月）[18]
- 戦国時代活劇「HiGH&LOW THE 戦国」（2024年1月 - 2月）[19]
- 私の頭の中の消しゴム Final Letter（2025年5月）[20]

### テレビドラマ
- PRINCE OF LEGEND（2018年10月4日 - 12月6日、日本テレビ） - 日浦海司 役
  - 貴族誕生 -PRINCE OF LEGEND-（2019年11月28日 - 12月26日）
- ソロ活女子のススメ2 第1話（2022年4月7日、テレビ東京） - アフタヌーンティー店員 役[21]
- 明日、私は誰かのカノジョ（2022年4月13日 - 6月29日、毎日放送・TBS） - ハルヒ 役[22]
  - 明日、私は誰かのカノジョ Season2 特別編 後編（2023年5月）
- ワンナイト・モーニング 第4話「牛丼」（2022年8月26日、WOWOW） - 主演・牛尾鉄平 役（河合優実とW主演）[23]
- 日本統一 関東編（2023年4月14日 - 、日本テレビ） - 早見亮太 役[24]
- あらばしり（2025年1月10日 - 3月28日、読売テレビ） - 主演・伊藤吟 役[25]
- 欲望 (蜘蛛の糸のように)（2025年4月4日、日本映画専門チャンネル） - 主演・神田辰 役[26]
- 世界で一番早い春（2025年6月20日 - 、毎日放送） - 主演・雪嶋周 役（吉田美月喜とダブル主演）[27]

### 映画
- PRINCE OF LEGEND（2019年3月） - 日浦海司 役[28]
  - 貴族降臨 -PRINCE OF LEGEND-（2020年3月）
- HiGH&LOW THE WORST X（2022年9月） - 氷室零二 役[29]
- エリカ（2026年公開予定） - 黒石徹 役[30]

### 配信ドラマ
- 夢で見たあの子のために（2023年8月29日 - 、Lemino） - 瀬島暁 役[31]
- 不倫する夫を尾行していたサレ妻、タイムリープで復讐す（2025年8月1日 - 、FOD SHORT）[32]

### 配信番組
- 恋する♥週末ホームステイ 2020 September - 2020 November（2020年9月 - 12月、ABEMA） - シーズンMC[33]
- 18禁の恋がしたい（2021年9月 - 10月、Paravi） - MC[34]

### CM
- ディップ「バイトルPRO」（2021年 - 2022年）[35][36]

### ミュージックビデオ
- EXILE 「Someday（こどもバージョン）」（2009年）- EXILE TAKAHIRO 役[37]
- GENERATIONS from EXILE TRIBE
  - 「BRAVE IT OUT」（2012年）
  - 「ANIMAL」（2013年）
  - 「Love You More」（2013年）
  - 「HOT SHOT」（2013年）

### ゲーム
- PRINCE OF LEGEND LOVE ROYALE（2019年3月5日 - 2022年6月30日、iOS / Android） - 日浦海司 役
- HIGH & LOW THE CARD TEPPEN BATTLE (2021年9月16日 - 2023年3月31日、iOS / Android) - 氷室零二 役

### その他
- 北九州市観光大使（2021年）[38]
- 大川家具スペシャルアドバイザー（2022年8月 - 2023年3月）[39]

## ライブ

### 参加
- EXILE LIVE TOUR 2025 "WHAT IS EXILE"（2025年3月29日）

## 書籍

### 写真集
- MYSTERIOUS（2022年10月20日、主婦と生活社）[40]

### フォトブック
- 藤原樹&マースフォトブック Mars（2024年7月30日、幻冬舎）[8]